# Coupe du monde des clubs de la FIFA 2009
Navigation
Japon 2008 Émirats arabes unis 2010
La Coupe du monde des clubs 2009 est la sixième édition de la Coupe du monde des clubs de la FIFA. Elle s'est tenue du 9 au 19 décembre 2009 aux Émirats arabes unis, pour la première fois de son histoire après quatre années consécutives au Japon. Le pays organisateur a été choisi en mai 2008 par la Fédération internationale de football association (FIFA).
Les clubs champions continentaux des six confédérations continentales de football disputent le tournoi en compagnie du Al Ahly Dubaï, qualifié en tant que champion du pays organisateur.
Le FC Barcelone remporte la finale de la compétition en battant par deux buts à un après prolongation l'Estudiantes de La Plata.

## Candidatures
Quatre pays se sont portés candidats à l'organisation de cette compétition :
- Japon
- Australie
- Portugal
- Émirats arabes unis

Après le retrait du Portugal, la FIFA annonce en mai 2008, que les Émirats arabes unis organiseront les éditions 2009 et 2010 de la compétition.

## Clubs qualifiés
Les équipes participant à la compétition, sont les vainqueurs des plus grandes compétitions inter-clubs de chaque confédération. Le vainqueur de la confédération océanienne doit quant à lui affronter le vainqueur du championnat du pays hôte.
| Club                     | Pays                     | Confédération            | Épreuve qualificative                        |
| Rentrent en demi-finales | Rentrent en demi-finales | Rentrent en demi-finales | Rentrent en demi-finales                     |
| ------------------------ | ------------------------ | ------------------------ | -------------------------------------------- |
| Estudiantes              | Argentine                | CONMEBOL                 | Copa Libertadores 2009                       |
| FC Barcelone             | Espagne                  | UEFA                     | Ligue des champions de l'UEFA 2008-2009      |
| Rentrent au second tour  |                          |                          |                                              |
| CF Atlante               | Mexique                  | CONCACAF                 | Ligue des champions de la CONCACAF 2008-2009 |
| Pohang Steelers          | Corée du Sud             | AFC                      | Ligue des champions de l'AFC 2009            |
| TP Mazembe               | RD Congo                 | CAF                      | Ligue des champions de la CAF 2009           |
| Rentrent au premier tour |                          |                          |                                              |
| Auckland City            | Nouvelle-Zélande         | OFC                      | Ligue des champions de l'OFC 2008-2009       |
| Al-Ahli Dubaï            | Émirats arabes unis      | AFC                      | UAE Premier League 2008-2009 (pays hôte)     |

## Organisation
| \| Abou Dabi \| Sites de la Coupe du monde des clubs 2009 |
| Abou Dabi                                                 |

| Abou Dabi |

| \| Abou Dabi \| Sites de la Coupe du monde des clubs 2009 |
| Abou Dabi                                                 |

| Abou Dabi |

| Premier tour           | 9 décembre     |
| Second tour            | 11-12 décembre |
| Demi-finales           | 15-16 décembre |
| Match pour la 5e place | 16 décembre    |
| Match pour la 3e place | 19 décembre    |
| Finale                 | 19 décembre    |

| Afrique - Coffi Codjia Assistants : - Alexis Fassinou - Desire Gahungu Asie - Matthew Breeze - Ravshan Irmatov Assistants : - Rafael Ilyasov - Jason Power - Abdukhamidullo Rasulov - Ben Wilson Europe - Roberto Rosetti Assistants : - Stefano Ayroldi - Cristiano Copelli | CONCACAF - Benito Archundia Assistants : - Marvin Torrentera - Hector Vergara Océanie - Peter O'Leary Assistants : - Brent Best - Matthew Taro CONMEBOL - Carlos Simon Assistants : - Roberto Braatz - Altemir Hausmann |

## Tournoi
Les rencontres du tournoi se disputent selon les lois du jeu, qui sont les règles du football définies par l'International Football Association Board (IFAB).
En cas d'égalité à l'issue du temps réglementaire, une prolongation de 30 minutes est jouée et le cas échéant une séance de tirs au but.
Le tirage au sort a lieu le 12 novembre 2009 à Abou Dabi.

### Tableau
|  | 1er tour                | 1er tour                |                         |            | 2e tour                 | 2e tour                 |                 |                 | Demi-finales | Demi-finales |  |  | Finale                  | Finale                  |
|  | 9 décembre - Abou Dabi  |                         |                         |            |                         |                         |                 |                 |              |              |  |  |                         |                         |
|  | Al-Ahli Dubaï           | 0                       |                         |            | 12 décembre - Abou Dabi | 12 décembre - Abou Dabi |                 |                 |              |              |  |  |                         |                         |
|  | Al-Ahli Dubaï           | 0                       |                         |            | 12 décembre - Abou Dabi | 12 décembre - Abou Dabi |                 |                 |              |              |  |  |                         |                         |
|  | Auckland City           | 2                       |                         |            | CF Atlante              | 3                       |                 |                 |              |              |  |  |                         |                         |
|  | Auckland City           | 2                       | 16 décembre - Abou Dabi |            | CF Atlante              | 3                       |                 |                 |              |              |  |  |                         |                         |
|  |                         |                         |                         |            | Auckland City           | 0                       |                 |                 |              |              |  |  |                         |                         |
|  | FC Barcelone            | 3                       |                         |            | Auckland City           | 0                       |                 |                 |              |              |  |  |                         |                         |
|  | FC Barcelone            | 3                       |                         |            |                         |                         |                 |                 |              |              |  |  |                         |                         |
|  |                         |                         | CF Atlante              | 1          |                         |                         |                 |                 |              |              |  |  |                         |                         |
|  |                         |                         | CF Atlante              | 1          |                         |                         |                 |                 |              |              |  |  |                         |                         |
|  |                         |                         | 19 décembre - Abou Dabi |            |                         |                         |                 |                 |              |              |  |  |                         |                         |
|  |                         |                         |                         |            |                         |                         |                 |                 |              |              |  |  |                         |                         |
|  | FC Barcelone            | 2 ap                    |                         |            |                         |                         |                 |                 |              |              |  |  |                         |                         |
|  | FC Barcelone            | 2 ap                    | 11 décembre - Abou Dabi |            |                         |                         |                 |                 |              |              |  |  |                         |                         |
|  |                         | Estudiantes             | 1                       |            |                         |                         |                 |                 |              |              |  |  |                         |                         |
|  |                         |                         | 1                       | TP Mazembe | 1                       |                         |                 |                 |              |              |  |  |                         |                         |
|  | 15 décembre - Abou Dabi |                         |                         | TP Mazembe | 1                       |                         |                 |                 |              |              |  |  |                         |                         |
|  |                         | Pohang Steelers         | 2                       |            |                         |                         |                 |                 |              |              |  |  |                         |                         |
|  | Estudiantes             | Pohang Steelers         | 2                       | 2          |                         |                         |                 |                 |              |              |  |  |                         |                         |
|  | Estudiantes             | Cinquième place         | Cinquième place         | 2          |                         |                         | Troisième place | Troisième place |              |              |  |  |                         |                         |
|  |                         | Cinquième place         | Cinquième place         |            | Pohang Steelers         | 1                       | Troisième place | Troisième place |              |              |  |  |                         |                         |
|  | Auckland City           | 3                       | CF Atlante              | 1 (3)      | Pohang Steelers         | 1                       |                 |                 |              |              |  |  |                         |                         |
|  | Auckland City           | 3                       | CF Atlante              | 1 (3)      |                         |                         |                 |                 |              |              |  |  |                         |                         |
|  | TP Mazembe              | 2                       | Pohang Steelers         | 1 tab(4)   |                         |                         |                 |                 |              |              |  |  |                         |                         |
|  | TP Mazembe              | 2                       | Pohang Steelers         | 1 tab(4)   |                         |                         |                 |                 |              |              |  |  |                         |                         |
|  | 16 décembre - Abou Dabi | 16 décembre - Abou Dabi |                         |            |                         |                         |                 |                 |              |              |  |  | 19 décembre - Abou Dabi | 19 décembre - Abou Dabi |

### Premier tour
| 9 décembre 2009 | Al-Ahli Dubaï | 0 – 2   | Auckland City                         | Stade Mohammed-Bin-Zayed, Abou Dabi           |                                               |
| 20 h (UTC+4)    |               | (0 – 1) | 45e Adam Dickinson · 67e Chad Coombes | Spectateurs : 14 856 Arbitrage : Carlos Simon | Spectateurs : 14 856 Arbitrage : Carlos Simon |
| 20 h (UTC+4)    | (Rapport)     |         |                                       | Spectateurs : 14 856 Arbitrage : Carlos Simon | Spectateurs : 14 856 Arbitrage : Carlos Simon |

### Second tour
| 11 décembre 2009 | TP Mazembe      | 1 – 2   | Pohang Steelers             | Stade Mohammed-Bin-Zayed, Abou Dabi           |                                               |
| 20 h (UTC+4)     | Bedi Mbenza 28e | (1 – 0) | 50e Denilson · 78e Denilson | Spectateurs : 9 627 Arbitrage : Peter O'Leary | Spectateurs : 9 627 Arbitrage : Peter O'Leary |
| 20 h (UTC+4)     | (Rapport)       |         |                             | Spectateurs : 9 627 Arbitrage : Peter O'Leary | Spectateurs : 9 627 Arbitrage : Peter O'Leary |

| 12 décembre 2009 | CF Atlante                                                              | 3 – 0   | Auckland City | Stade Sheikh Zayed, Abou Dabi                |                                              |
| 20 h (UTC+4)     | Daniel Arreola (en) 36e · Christian Bermúdez 69e · Lucas Silva (en) 90e | (1 – 0) |               | Spectateurs : 7 222 Arbitrage : Coffi Codjia | Spectateurs : 7 222 Arbitrage : Coffi Codjia |
| 20 h (UTC+4)     | (Rapport)                                                               |         |               | Spectateurs : 7 222 Arbitrage : Coffi Codjia | Spectateurs : 7 222 Arbitrage : Coffi Codjia |

### Match pour la5eplace
| 16 décembre 2009 | TP Mazembe                             | 2 – 3   | Auckland City                                                           | Stade Sheikh Zayed, Abou Dabi                    |                                                  |
| 17 h (UTC+4)     | Kasongo Ngandu 60e · Jean Kasusula 67e | (0 – 1) | 29e Jason Hayne (es) · 72e Jason Hayne (es) · 90e Riki van Steeden (en) | Spectateurs : 4 200 Arbitrage : Benito Archundia | Spectateurs : 4 200 Arbitrage : Benito Archundia |
| 17 h (UTC+4)     | (Rapport)                              |         |                                                                         | Spectateurs : 4 200 Arbitrage : Benito Archundia | Spectateurs : 4 200 Arbitrage : Benito Archundia |

### Demi-finales
| 15 décembre 2009 | Pohang Steelers | 1 – 2   | Estudiantes de La Plata                             | Stade Mohammed-Bin-Zayed, Abou Dabi              |                                                  |
| 20 h (UTC+4)     | Denilson 71e    | (0 – 1) | 45e Leandro Benítez (en) · 53e Leandro Benítez (en) | Spectateurs : 22 626 Arbitrage : Roberto Rosetti | Spectateurs : 22 626 Arbitrage : Roberto Rosetti |
| 20 h (UTC+4)     | (Rapport)       |         |                                                     | Spectateurs : 22 626 Arbitrage : Roberto Rosetti | Spectateurs : 22 626 Arbitrage : Roberto Rosetti |

| 16 décembre 2009 | CF Atlante         | 1 – 3   | FC Barcelone                                       | Stade Sheikh Zayed, Abou Dabi                 |                                               |
| 20 h (UTC+4)     | Guillermo Rojas 5e | (1 – 1) | 35e Sergio Busquets · 55e Lionel Messi · 67e Pedro | Spectateurs : 40 955 Arbitrage : Carlos Simon | Spectateurs : 40 955 Arbitrage : Carlos Simon |
| 20 h (UTC+4)     | (Rapport)          |         |                                                    | Spectateurs : 40 955 Arbitrage : Carlos Simon | Spectateurs : 40 955 Arbitrage : Carlos Simon |

### Match pour la3eplace
| 19 décembre 2009 | Pohang Steelers                                                                                           | 1 – 1             | CF Atlante                                                                                       | Stade Sheikh Zayed, Abou Dabi                   |                                                 |
| 17 h (UTC+4)     | Denilson 42e                                                                                              | (1 – 0)           | 46e Rafael Márquez                                                                               | Spectateurs : 13 814 Arbitrage : Matthew Breeze | Spectateurs : 13 814 Arbitrage : Matthew Breeze |
| 17 h (UTC+4)     | (Rapport)                                                                                                 |                   |                                                                                                  | Spectateurs : 13 814 Arbitrage : Matthew Breeze | Spectateurs : 13 814 Arbitrage : Matthew Breeze |
| 17 h (UTC+4)     | No Byung-jun (en) · Denilson Martins Nascimento · Shin Hyung-min (en) · Park Hee-chul (en) · Kim Hyung-il | Tirs au but 4 - 3 | Santiago Solari · Rafael Márquez · Horacio Peralta (en) · Lucas Silva (en) · Federico Vilar (en) | Spectateurs : 13 814 Arbitrage : Matthew Breeze | Spectateurs : 13 814 Arbitrage : Matthew Breeze |

### Finale
| 19 décembre 2009 | Estudiantes de La Plata | 1 – 2 (a.p.) | FC Barcelone                  | Stade Sheikh Zayed, Abou Dabi | |
| 20 h (UTC+4)     | Mauro Boselli 37e       | (1 – 0)      | 89e Pedro · 110e Lionel Messi | Spectateurs : 43 050 Arbitrage : Benito Archundia (Principal) Héctor Vergara (Assistant) Marvin Torrentera (Assistant) Ravshan Irmatov (Quatrième) | Spectateurs : 43 050 Arbitrage : Benito Archundia (Principal) Héctor Vergara (Assistant) Marvin Torrentera (Assistant) Ravshan Irmatov (Quatrième) |
| 20 h (UTC+4)     | Rapport                 |              |                               | Spectateurs : 43 050 Arbitrage : Benito Archundia (Principal) Héctor Vergara (Assistant) Marvin Torrentera (Assistant) Ravshan Irmatov (Quatrième) | Spectateurs : 43 050 Arbitrage : Benito Archundia (Principal) Héctor Vergara (Assistant) Marvin Torrentera (Assistant) Ravshan Irmatov (Quatrième) |

| Estudiantes | FC Barcelone |

| G                 | 25 | Damián Albil (en)      |  |          |
| D                 | 2  | Leandro Desábato (en)  |  | 119e     |
| D                 | 3  | Christian Cellay (en)  |  |          |
| D                 | 13 | Juan Manuel Díaz (en)  |  | 45e      |
| D                 | 16 | Germán Ré              |  | 90e      |
| D                 | 30 | Clemente Rodríguez     |  | 58e      |
| M                 | 8  | Enzo Pérez             |  | 65e 79e  |
| M                 | 11 | Juan Sebastián Verón   |  |          |
| M                 | 22 | Rodrigo Braña          |  | 119e     |
| M                 | 23 | Leandro Benítez (en)   |  | 76e      |
| A                 | 17 | Mauro Boselli          |  | 37e      |
| Remplacements :   |    |                        |  |          |
| M                 | 5  | Matías Sánchez         |  | 76e 94e  |
| M                 | 18 | Maximiliano Núñez (en) |  | 79e      |
| D                 | 21 | Marcos Rojo            |  | 90e 112e |
| Entraîneur :      |    |                        |  |          |
| Alejandro Sabella |    |                        |  |          |

| G               | 1  | Víctor Valdés      |  | 118e     |
| D               | 2  | Daniel Alves       |  |          |
| D               | 3  | Gerard Piqué       |  |          |
| D               | 5  | Carles Puyol       |  |          |
| D               | 22 | Éric Abidal        |  |          |
| M               | 6  | Xavi               |  |          |
| M               | 15 | Seydou Keita       |  | 46e      |
| M               | 16 | Sergio Busquets    |  | 79e      |
| A               | 9  | Zlatan Ibrahimović |  |          |
| A               | 10 | Lionel Messi       |  | 23e 110e |
| A               | 14 | Thierry Henry      |  | 82e 83e  |
| Remplacements : |    |                    |  |          |
| A               | 17 | Pedro              |  | 46e 89e  |
| M               | 24 | Yaya Touré         |  | 79e      |
| A               | 7  | Jeffrén Suárez     |  | 83e      |
| Entraîneur :    |    |                    |  |          |
| Josep Guardiola |    |                    |  |          |

## Récompenses
| Rang | Club                    | Pays                | Prime       |
| ---- | ----------------------- | ------------------- | ----------- |
| 1    | FC Barcelone            | Espagne             | 5 000 000 $ |
| 2    | Estudiantes de La Plata | Argentine           | 4 000 000 $ |
| 3    | Pohang Steelers         | Corée du Sud        | 2 500 000 $ |
| 4    | CF Atlante              | Mexique             | 2 000 000 $ |
| 5    | Auckland City           | Nouvelle-Zélande    | 1 500 000 $ |
| 6    | TP Mazembe              | RD Congo            | 1 000 000 $ |
| 7    | Al Ahly Dubaï           | Émirats arabes unis | 500 000 $   |

| Prix              | Lauréat              | Club                    |
| ----------------- | -------------------- | ----------------------- |
| Ballon d'or       | Lionel Messi         | FC Barcelone            |
| Ballon d'argent   | Juan Sebastián Verón | Estudiantes de la Plata |
| Ballon de bronze  | Xavi Hernández       | FC Barcelone            |
| Prix du fair-play | CF Atlante           | CF Atlante              |

## Classement des buteurs

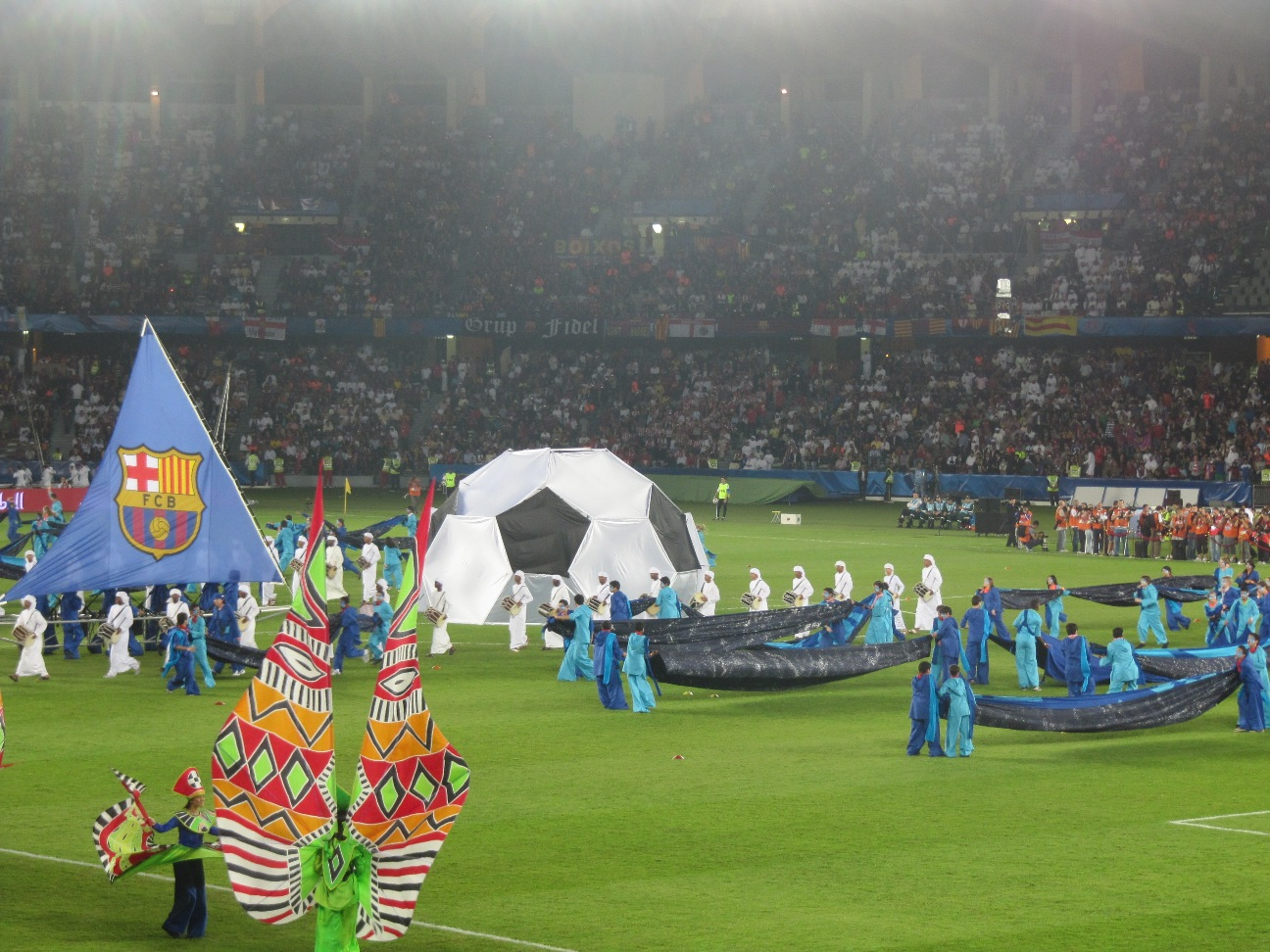
Cérémonie de clôture du tournoi.

| Rang | Joueur               | Club                    | Buts |
| ---- | -------------------- | ----------------------- | ---- |
| 1    | Denilson             | Pohang Steelers         | 4    |
| 2    | Jason Hayne (es)     | Auckland City           | 2    |
| 2    | Leandro Benítez (en) | Estudiantes de La Plata | 2    |
| 2    | Pedro                | FC Barcelone            | 2    |
| 2    | Lionel Messi         | FC Barcelone            | 2    |

| Joueurs ayant inscrit un but | Joueurs ayant inscrit un but | Joueurs ayant inscrit un but | Joueurs ayant inscrit un but |
| ---------------------------- | ---------------------------- | ---------------------------- | ---------------------------- |
| 6                            | Adam Dickinson               | Auckland City                | 1                            |
| 6                            | Chad Coombes                 | Auckland City                | 1                            |
| 6                            | Mbenza Bedi                  | TP Mazembe                   | 1                            |
| 6                            | Daniel Arreola (en)          | CF Atlante                   | 1                            |
| 6                            | Christian Bermúdez           | CF Atlante                   | 1                            |
| 6                            | Lucas Silva (en)             | CF Atlante                   | 1                            |
| 6                            | Riki van Steeden (en)        | Auckland City                | 1                            |
| 6                            | Ngandu Kasongo               | TP Mazembe                   | 1                            |
| 6                            | Kilitcho Kasusula            | TP Mazembe                   | 1                            |
| 6                            | Guillermo Rojas              | CF Atlante                   | 1                            |
| 6                            | Sergio Busquets              | FC Barcelone                 | 1                            |
| 6                            | Rafael Márquez               | CF Atlante                   | 1                            |
| 6                            | Mauro Boselli                | Estudiantes de La Plata      | 1                            |